# كرستينا شلبرغ
كرستينا شلبرغ أو كلبرغ وترخم اسمها بـ: ستينا (من مواليد 1 أبريل/نيسان 2000 في بورلنج ، مقاطعة دلرناس) هي لاعبة كرة طاولة سويدية. حصلت على ثلاث ميداليات برونزية في بطولة أوروبا للشباب وشاركت في دورة الألعاب الأولمبية 2020. فيها خسرت أمام شاو جيني بنتيجة 3-4 في الجولة الأولى. هي لاعبة يمناء مهاجمة وتلعب بمسكة المصافحة. وهي أخت لاعب الطاولة أنطون شلبرغ.